# Otto Wilhelm Scharenberg

Otto Wilhelm Scharenberg

Otto Wilhelm Scharenberg (* 29. Mai 1851 in Kiel; † 14. Dezember 1920 in Erdmannsdorf im Riesengebirge) war ein deutscher Architekt und Baubeamter, von 1898 bis 1915 amtierte er als Stadtbaurat in Leipzig.

## Leben
Scharenberg studierte an der Berliner Bauakademie bzw. an der Technischen Hochschule (Berlin-)Charlottenburg. Er arbeitete von 1887 bis 1895 bei der Bauleitung des Reichsgerichtsgebäudes in Leipzig. Scharenberg war als Nachfolger von Hugo Licht von 1898 bis 1915 Leipziger Stadtbaurat und Leiter des Hochbauamtes, er prägte das Stadtbild von Leipzig nachhaltig. Er war sehr gut in der Lage, auf spezifische Anforderungen der Bauaufgaben und auf Bauherrenwünsche einzugehen und kann für diese Phase seines Schaffens als ein Vertreter der „Halbzeit der Moderne“ gesehen werden.

## Bauten
in Potsdam
- Kaserne des 1. Garderegiments

in Kamerun und Togo
- Regierungsgebäude, darunter den Gouverneurspalast in Duala

in Leipzig
- 1899–1902: Heilanstalt Leipzig-Dösen, Chemnitzer Straße 50
- 1901: Realschule Lindenau (seit 1928 Helmholtzschule), Helmholtzstraße 6
- 1901: Städtisches Waisenhaus (heute Haus der Demokratie), Elisenstraße 152 (heute Bernhard-Göring-Straße)
- 1902: Königin-Carola-Gymnasium, Elisenstraße 62 (1943 kriegszerstört)
- 1902: Friedhofskapelle auf dem Ostfriedhof
- 1902–1907: Nördliches Erweiterungsgelände des Schlachthofs mit Dampftalgschmelze (1905) und Pförtnerhaus (1907), Altenburger Straße 3 (abgebrochen, heute Media City Leipzig)
- 1905–1907: II. Städtische Höhere Schule für Mädchen (seit 1927 Gaudigschule), Döllnitzer Straße 2 (heute Lumumbastraße)
- 1905–1907: Restaurierung der Alten Börse
- 1905–1910: Kapellenanlage mit Krematorium auf dem Südfriedhof, erbaut nach dem Vorbild der Klosteranlage Maria Laach
- 1906–1907: 5. Bezirks-Feuerwache in Gohlis, Matthissonstraße 4
- 1906–1909: Restaurierung des Alten Rathauses
- 1908–1910: V. Realschule (seit 1935 Humboldtschule), Möbiusstraße 8
- 1908–1913: Krankenhaus St. Georg in Eutritzsch, Delitzscher Straße 141
- 1912–1913: Städtisches Leihhaus (heute Finanzamt), Yorckplatz 3–4 (heute Wilhelm-Liebknecht-Platz)
- 1913: Fliegerheim mit Restaurant auf dem Flughafen Leipzig-Mockau, Dübener Landstraße 100 (heute Graf-Zeppelin-Ring 10), erste Flughafengaststätte in Deutschland
- 1913–1914: städtische Oberrealschule (seit 1927 Leibnizschule), Nordplatz  13
- 1913–1915: Stadtbad Nord, Eutritzscher Straße 21

sowie:
- Schiller-Realgymnasium in Gohlis, Frickestraße 12 (1945 kriegszerstört)
- Polizeistation im Rosenthal, Waldstraße 175

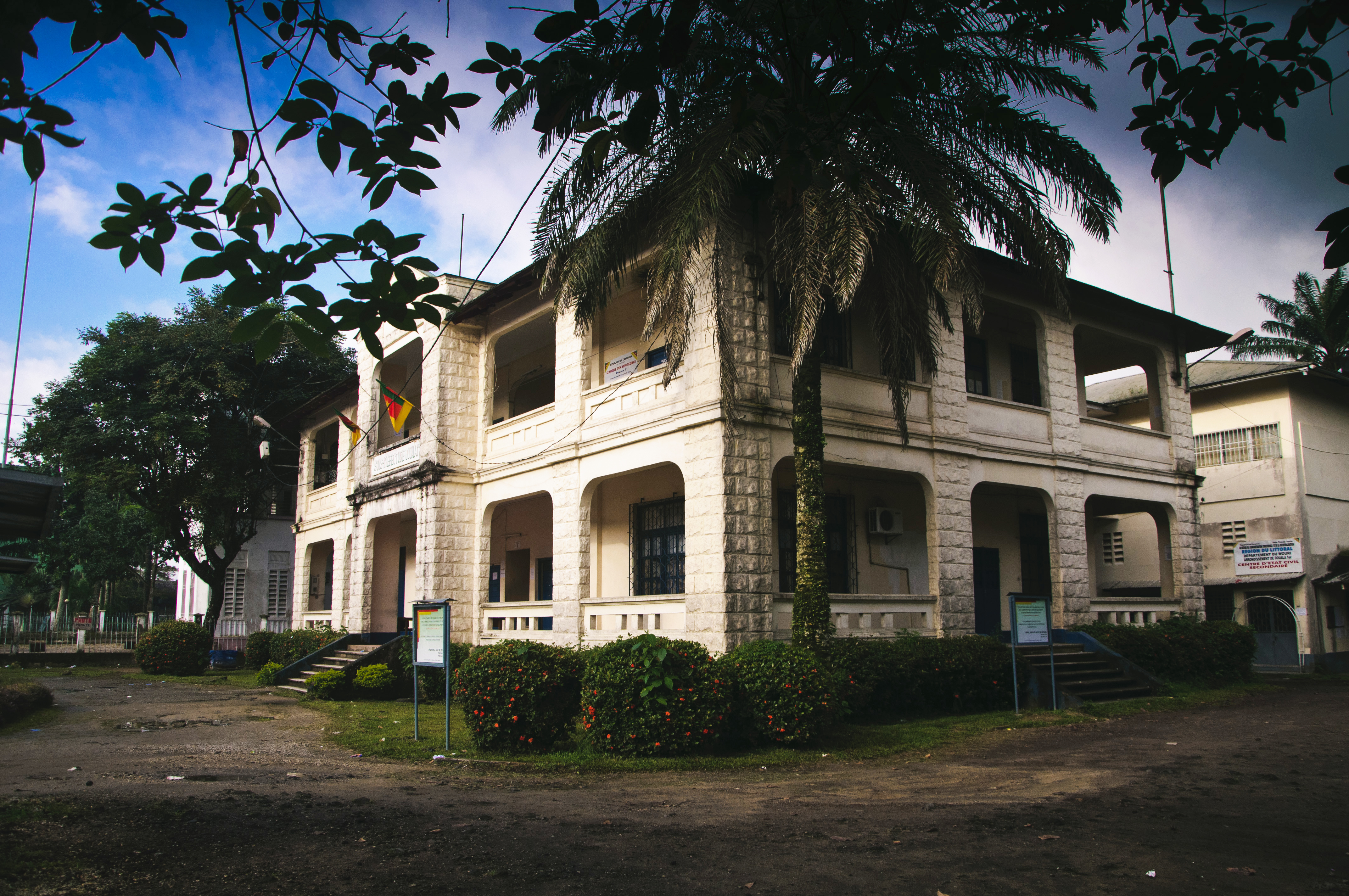
Deutsches Regierungsgebäude in ‚Kamerun Stadt‘ (Duala)
Heilanstalt Dösen
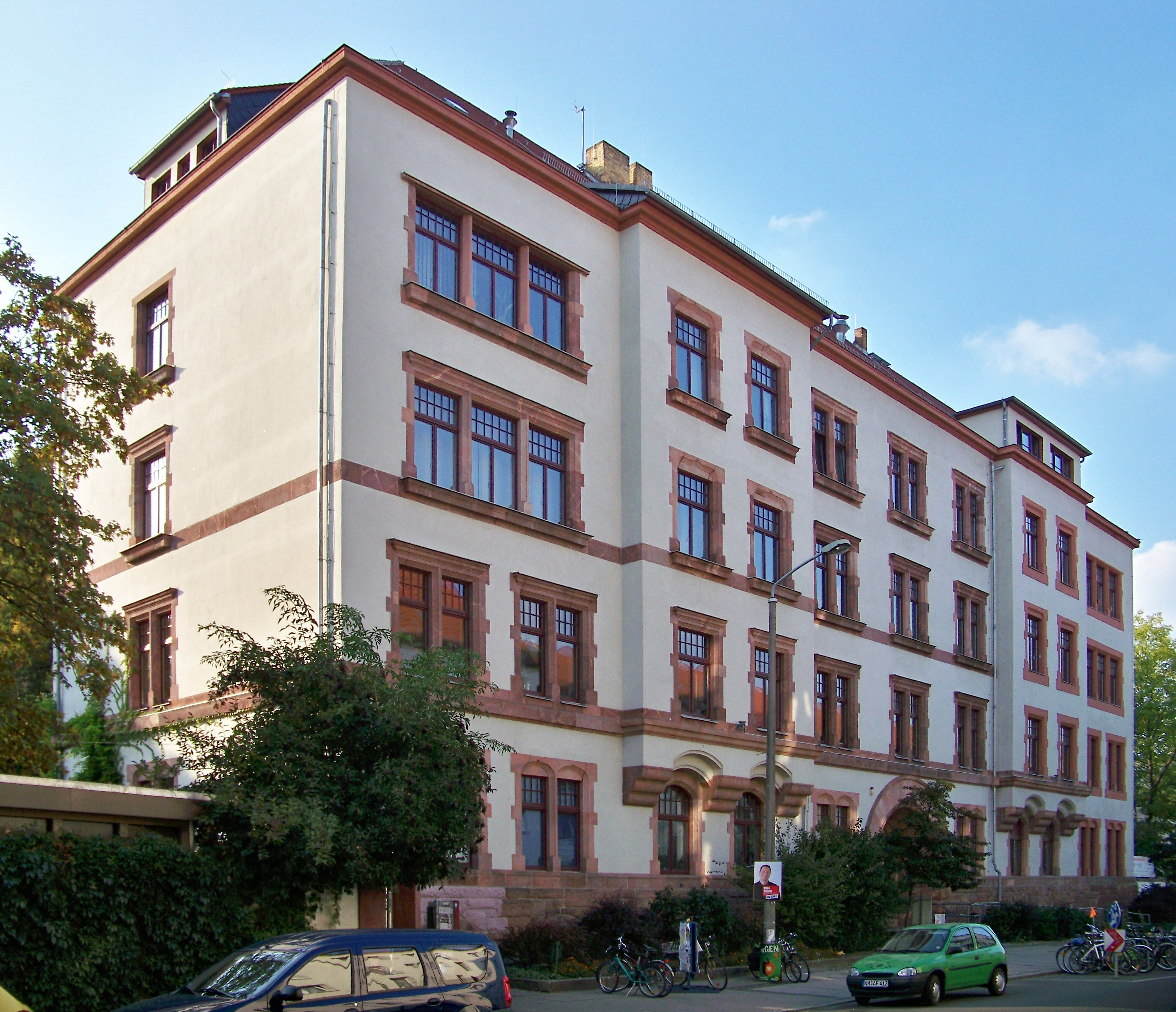
Haus der Demokratie
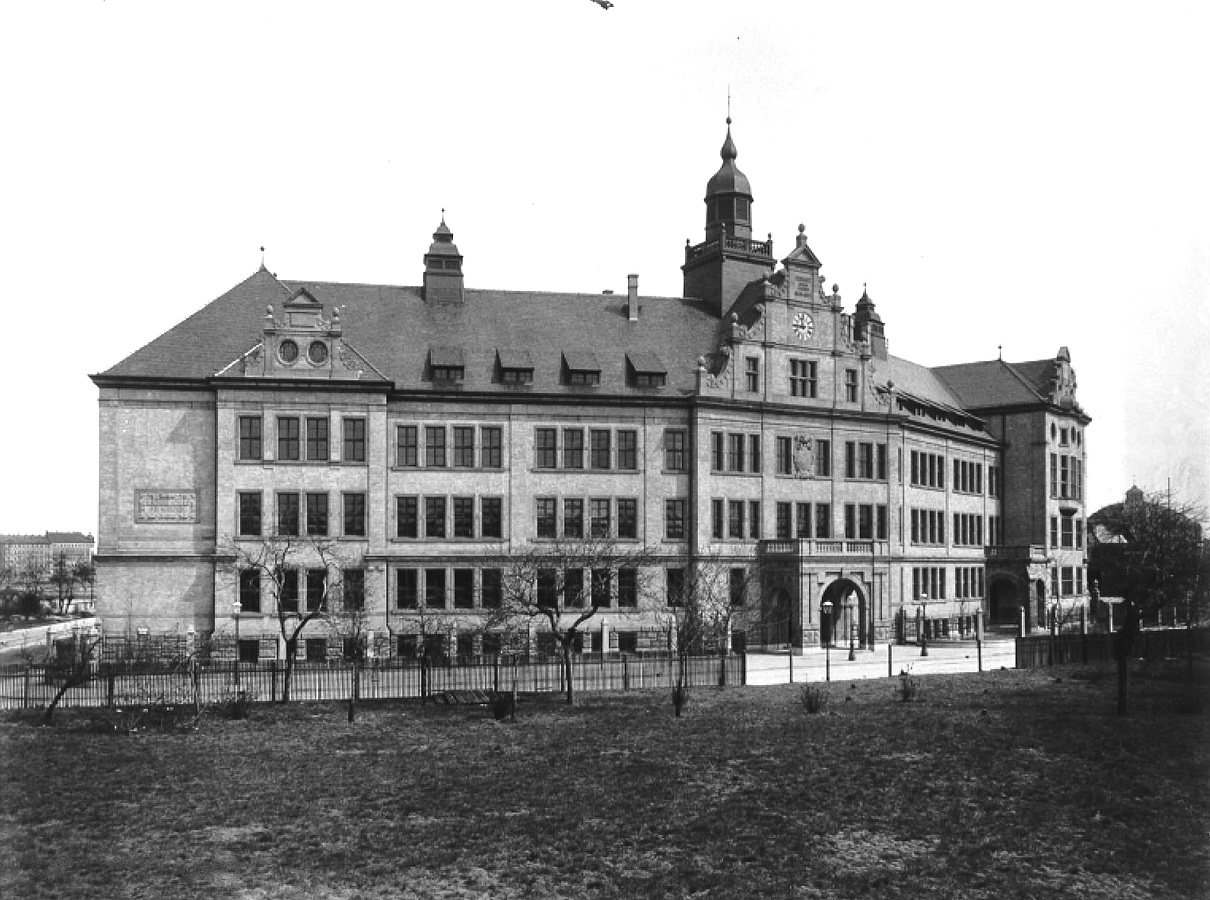
II. Höhere Schule für Mädchen
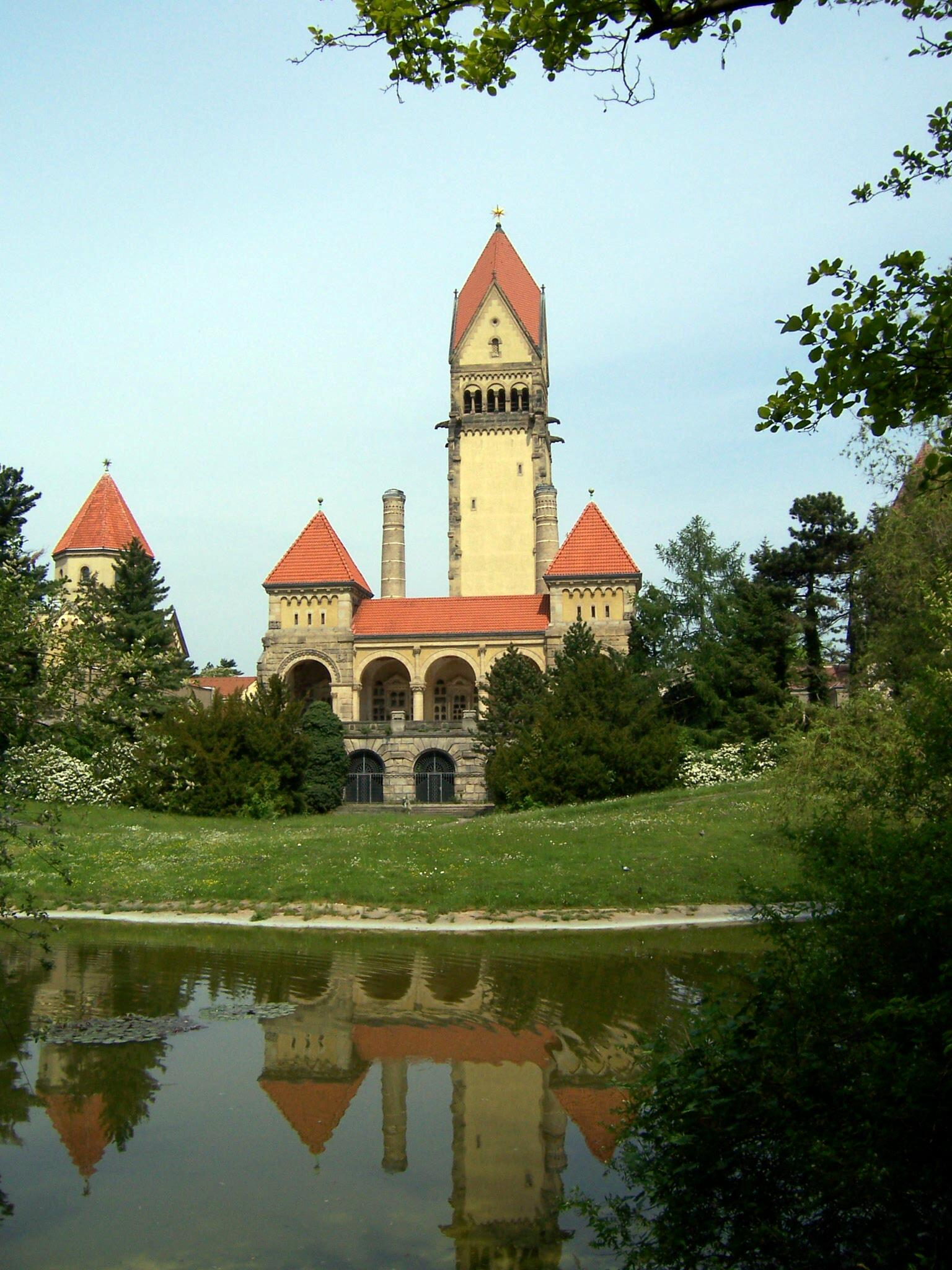
Kapellenanlage mit Krematorium auf dem Südfriedhof
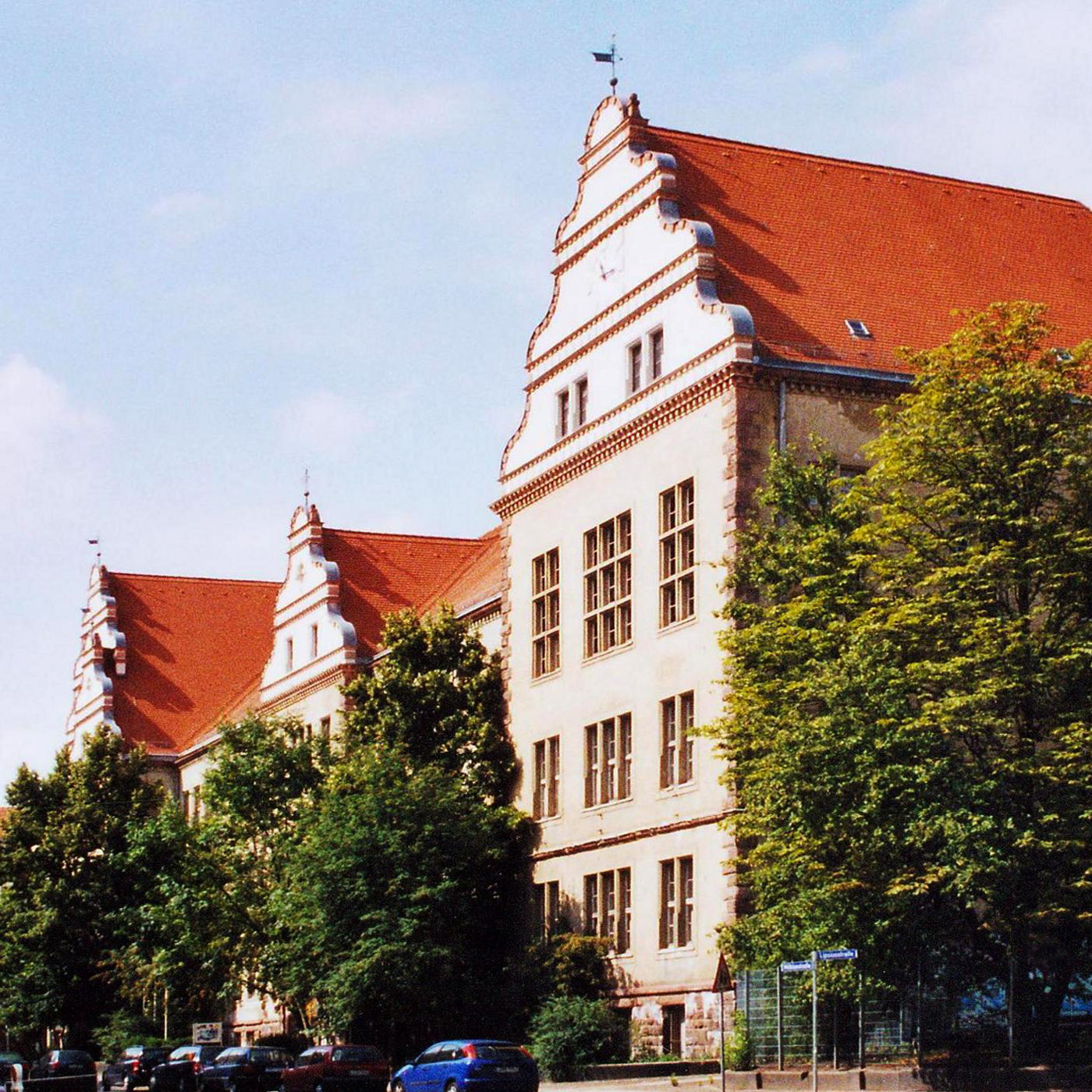
Humboldtschule
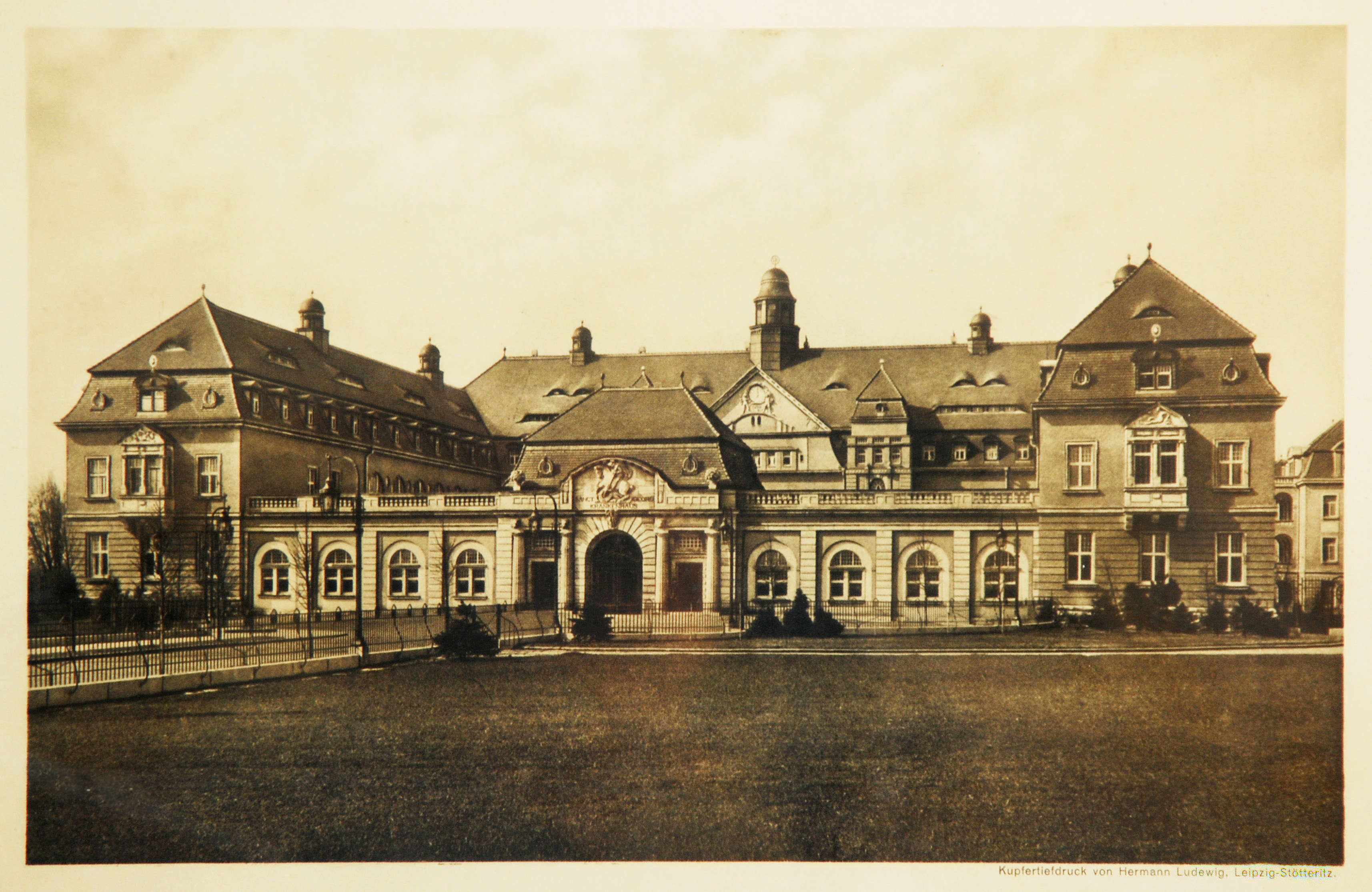
Krankenhaus St. Georg
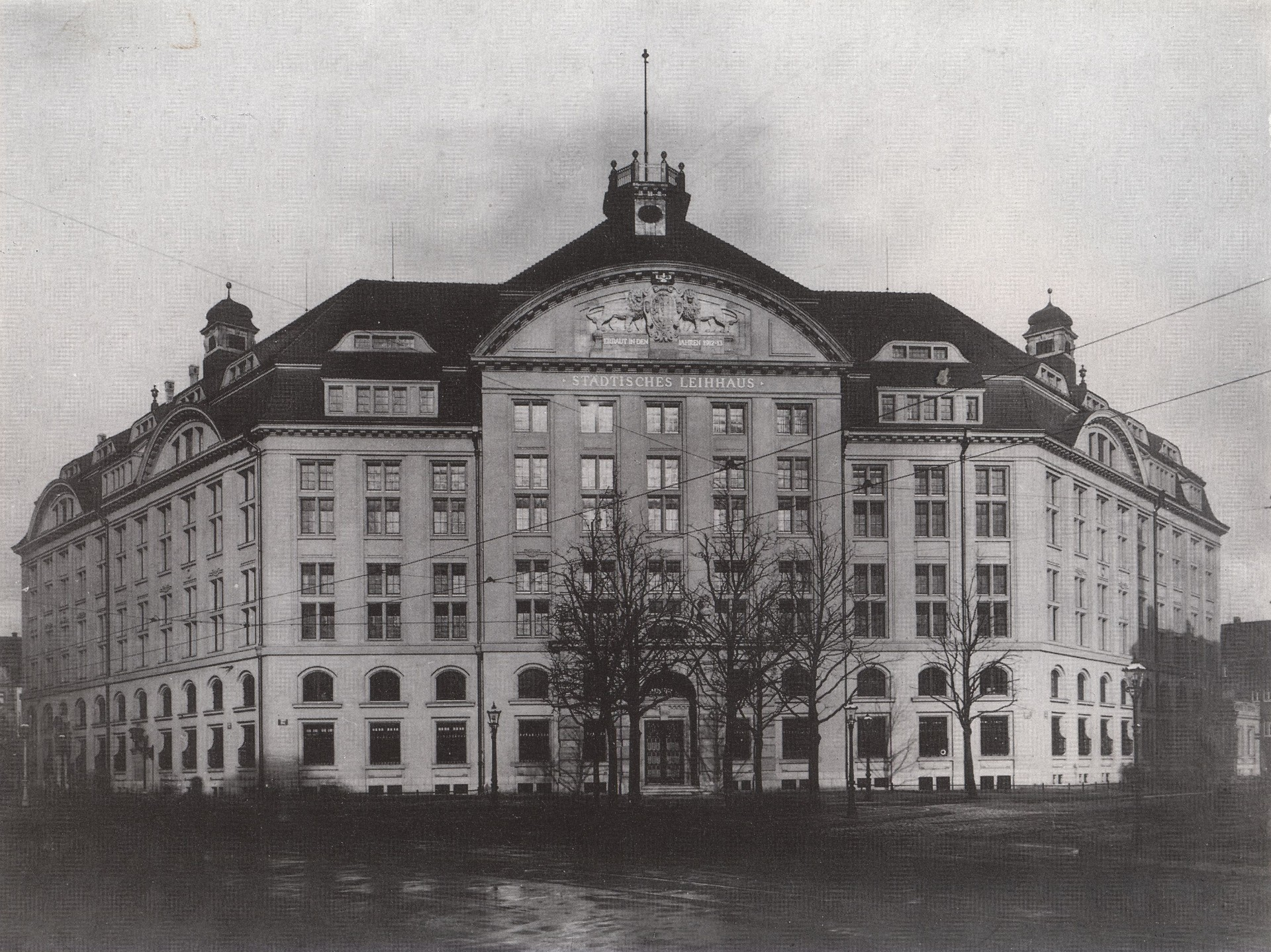
Leihhaus
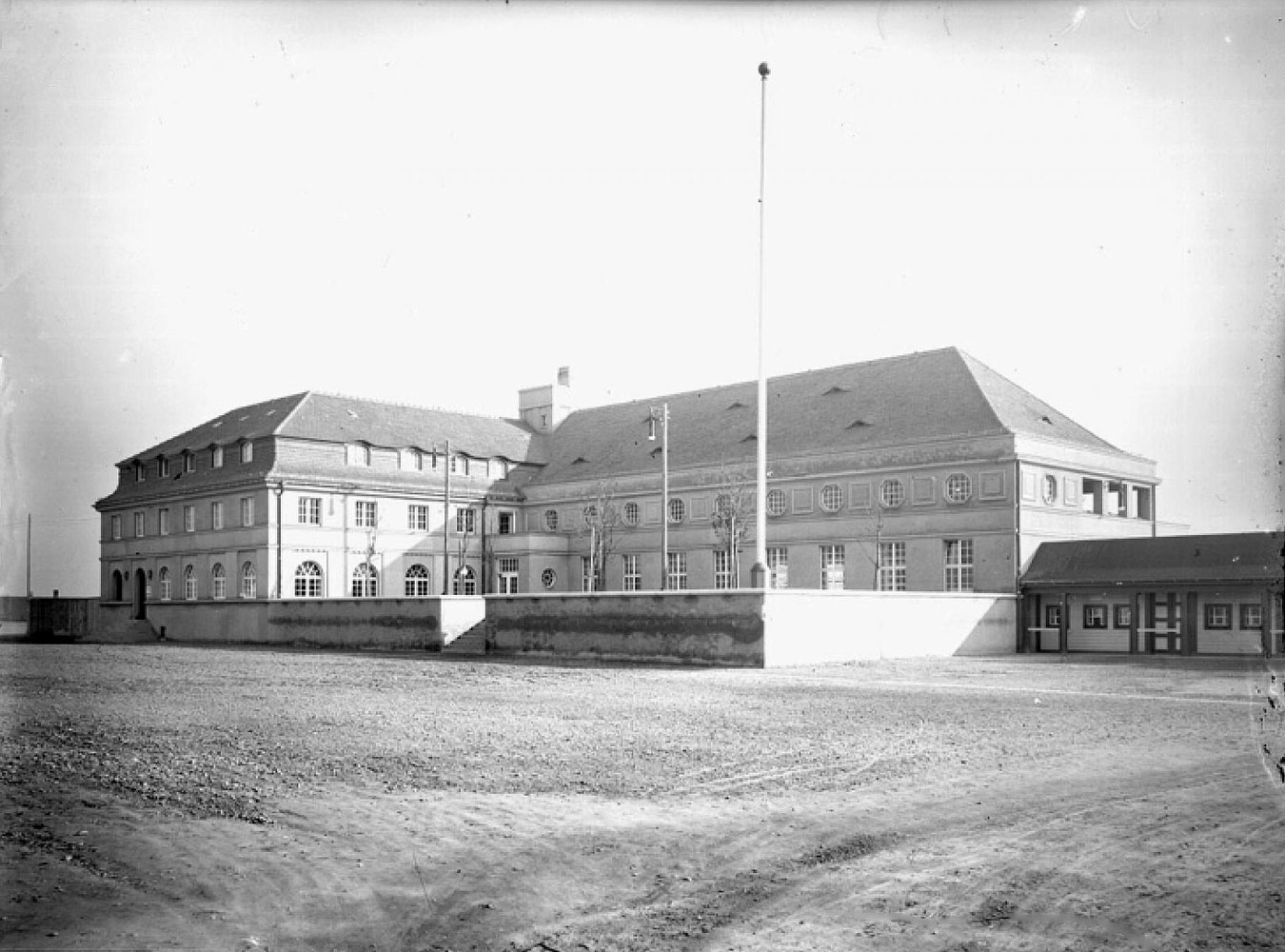
Fliegerheim Mockau
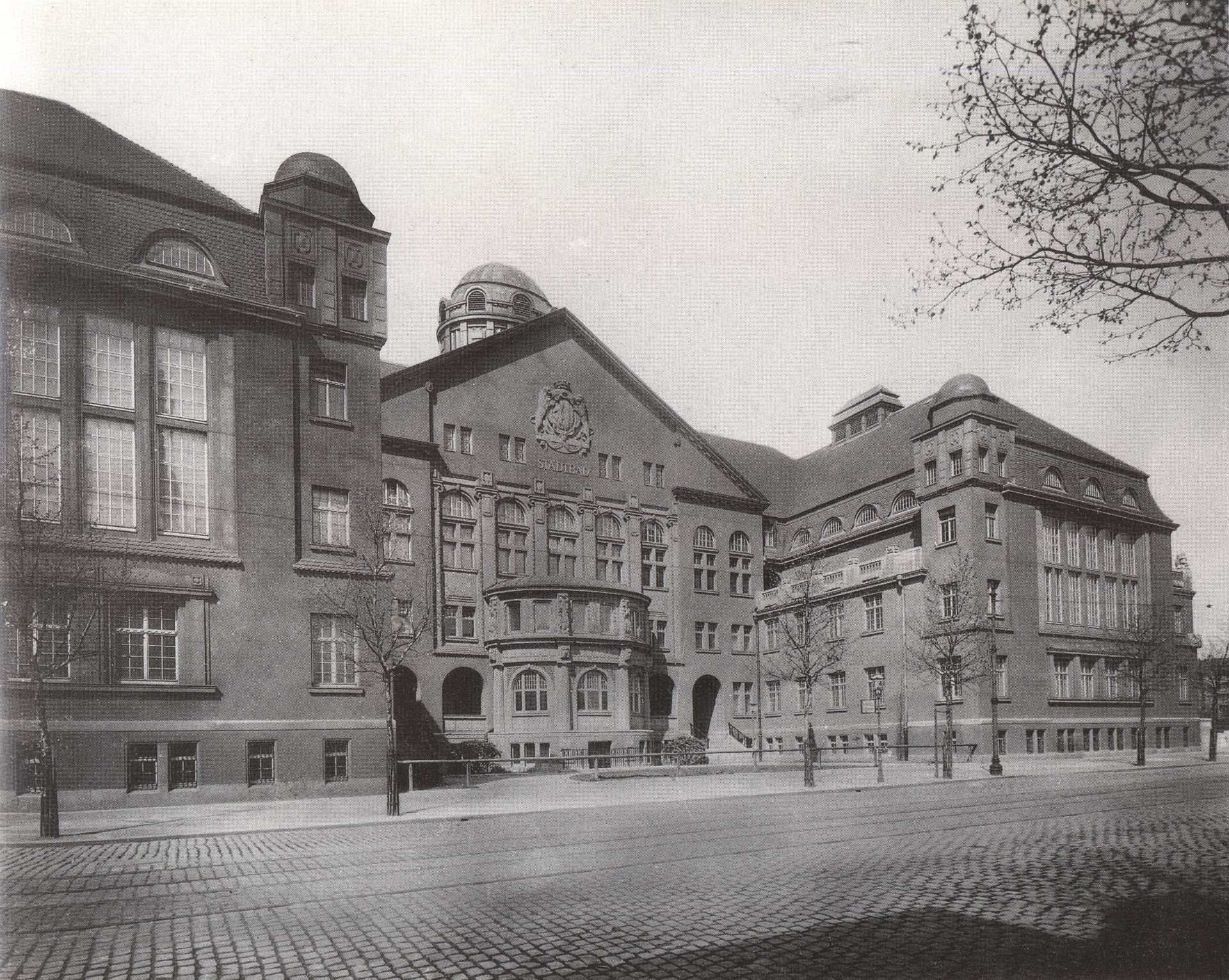
Stadtbad
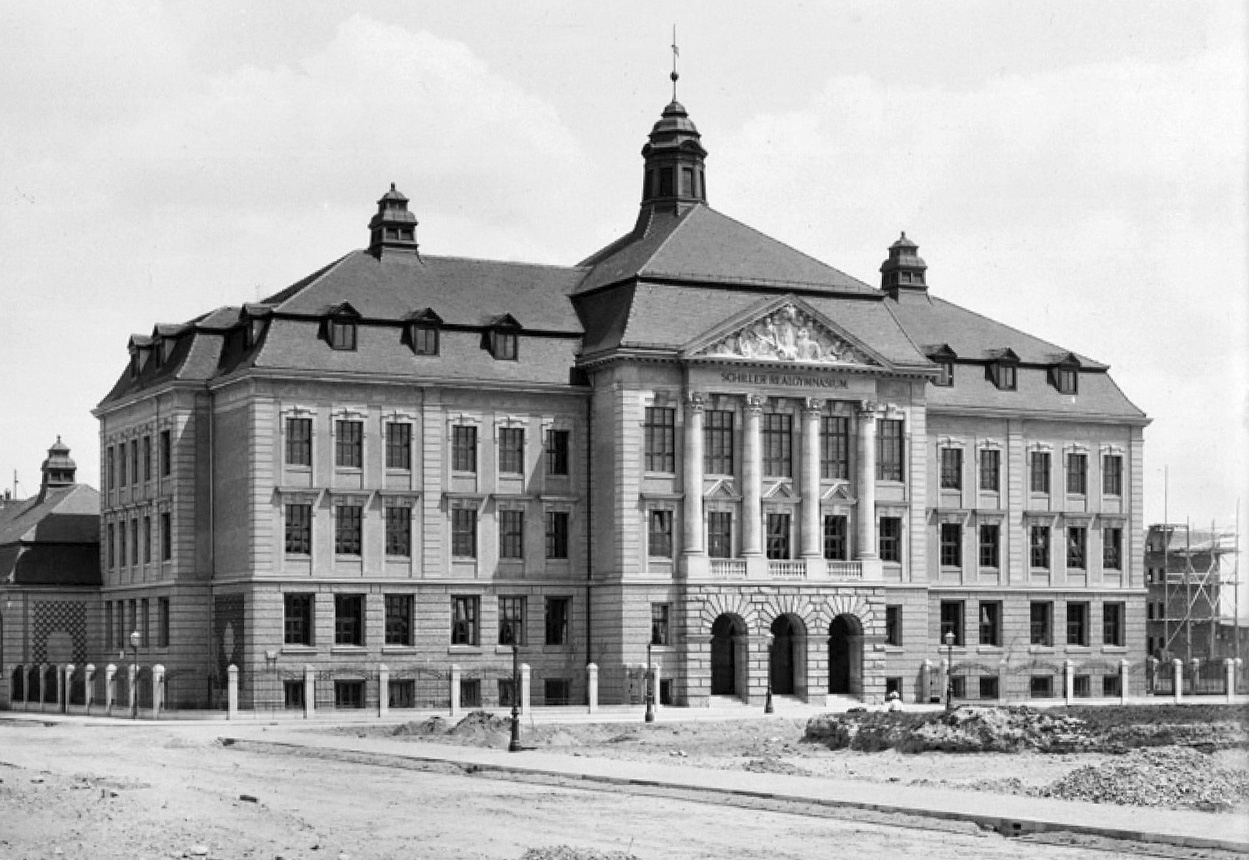
Schiller-Realgymnasium